# Patricia Burckhart-Vandevelde
Patricia Burckhart-Vandevelde, née le 12 avril 1946 à Nancy, est une femme politique française.

## Biographie
Elle est suppléante de Gérard Léonard, élu le 16 juin 2002, pour la XIIe législature (2002-2007), dans la 2e circonscription de Meurthe-et-Moselle. À la suite de son décès le 6 juin 2006, elle lui succède jusqu'en 2007 à l'Assemblée nationale où elle est membre de la commission des affaires culturelles, familiales et sociales. Elle fait partie du groupe UMP.
Aux élections législatives de 2007 elle est battue par Hervé Féron.